# 2024年納米比亞大選
2024年11月27至30日，納米比亞舉行大選，選出新一任總統以及國民議會議員，是納米比亞獨立以來的第7次大選。纳米比亚人组党的內通博·南迪-恩代特瓦在選舉中獲勝，成為該國首位女性總統。人組黨在國民議會的議席下降至51席，以微弱的優勢取得過半數議席，是納米比亞獨立以來該黨的最差表現。独立爱国者变革党的候選人潘杜勒尼·伊图拉表示選舉「不正當」，認為結果無效。